# Середньозерниста структура
Середньозерниста структура – кристалічнозерниста структура гірської породи, складеної мінеральними зернами, розмір яких характерний для порід даного типу. Проміжна між грубозернистою та тонкозернистою структурами.
При розмірах в 0,001-0,01 мм зерна розрізняються в шліфах (мікрозерниста структура), але зовнішній вигляд породи і раковистий злам зберігаються. При зернах в 0,01-0,1 мм структура називається тонко- або дрібнозернистою, макроскопічно зерна ще непомітні. При зернах 0,1-0,5 мм структура - середньозерниста; 0,5-1,0 мм - грубозерниста: більше 1 мм - крупнозерниста. Якщо зерна різної величини, структуру називають різнозернистими.